# Хіноде-Мару (1916)
Хіноде-Мару (1916) — транспортне судно, яке під час Другої світової війни брало участь у операціях японських збройних сил на Тихому океані. 
Судно спорудили в 1942 році на верфі Kawaminami Kogyo для компанії Tochigi Kisen. 
Є відомості, що 11 – 18 листопада 1943-го судно з назвою "Хіноде-Мару" пройшло в конвої з острова Хальмахера (північна частина Молуккського архпелагу) до Манілию 
3 – 13 червня 1944-го "Хіноде-Мару" в конвої H-28 прослідувало з Маніли до острова Хальмахера, а 16 червня рушило звідти назад до Маніли в конвої M-23/M-24. Тієї ж доби біля східного узбережжя острова Моротай, японський загін атакував американський підводний човен USS Bream, якому вдалось уразити та потопити два транспорти. «Хіноде-Мару» поцілили торпедою в машинне відділення, після чого корабель втратив хід та був наступної доби винесений на рифи, де його визнали остаточною втратою. На «Хіноде-Мару» загинуло 19 членів екіпажу та 3 пасажири.